# Маленький горбань та інші оповідання
«Мале́нький горба́нь та і́нші оповіда́ння»  — збірка оповідань для дітей Спиридона Черкасенка, видана в Києві 1912 року.

## Про збірку
1912 року в серії «Ілюстрована бібліотека для дітей», яку київське видавництво «Український учитель» видавало в 1910–1912 роках, побачила світ збірка оповідань Спиридона Черкасенка «Маленький горбань та інші оповідання».
Збірку відкривала присвята: «Дітям праці, нужди й горя присвячує цю книжку Автор».
У циклі оповідань про дітей, написаних упродовж 1908–1912 років, відтворено працю, злидні й горе шахтарчуків та їхніх батьків, приречених на безпросвітне животіння за часів російського царату.
1991 року в другому томі «Творів у двох томах» Спиридона Черкасенка у розділі «Збірка „Маленький горбань та інші оповідання“» відтворено збірку (разом із присвятою) та вміщено п'ять оповідань із шести (крім оповідання «Воронько», яке подано в попередньому розділі — в складі збірки «На шахті»).
Сучасні дослідники творчості письменника зазначають: «Вершинним здобутком малої прози С. Черкасенка є цикл оповідань для дітей і про дітей, які вийшли 1912 року збіркою „Маленький горбань та інші оповідання“».

## Оповідання в збірці
До збірки ввійшли шість оповідань для дітей:
- «Маленький горбань»
- «Яма»
- «Безпритульні»
- «Гараськів Великдень»
- «Воронько»
- «Ахметка»

Частина цих оповідань друкувалася раніше. Так, «Безпритульні» та «Воронько» вперше було надруковано у літературно-ілюстрованому збірнику для дітей «Світло» (Київ, 1908). Крім того, оповідання «Воронько» входило до попередньої збірки Черкасенка «На шахті. Малюнки з шахтарського життя» (Київ, 1909). Окремими виданнями побачили світ в «Ілюстрованій бібліотеці для дітей» оповідання «Яма» (1910, 8 сторінок) та «Ахметка» (1911, 16 сторінок).